# Policejní komisařství
Již neexistující dům bývalého policejního komisařství či policejního komisariátu, za druhé světové války budova gestapa a následně sídlo československé státní bezpečnosti, stával v centru Karlových Varů v ulici I. P. Pavlova 1381/26. Byl postaven v letech 1936–1937 ve stylu prvorepublikové moderny. Koncem roku 2020 byl stržen.

## Historie

### Od roku 1934

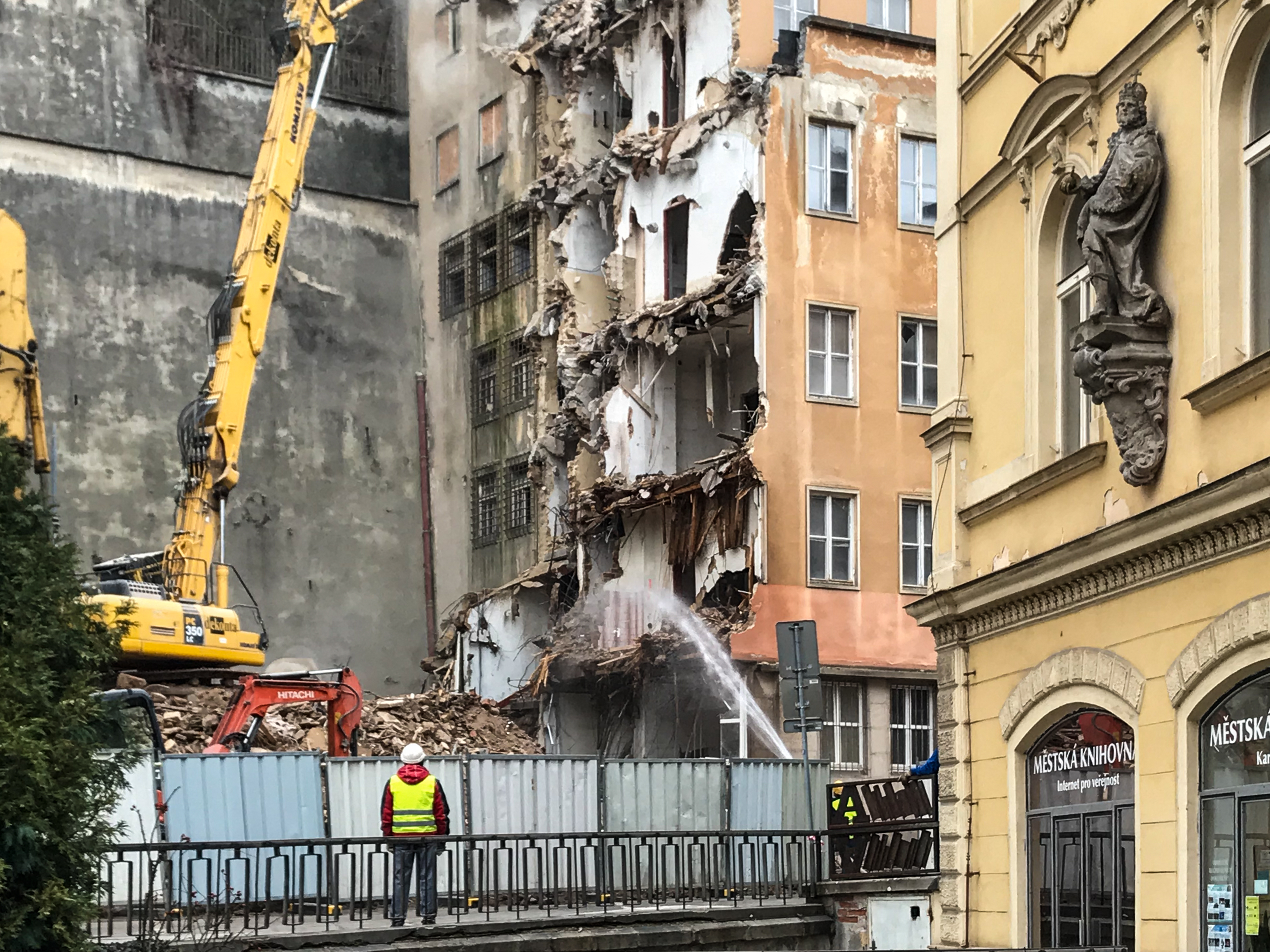
Bourání budovy, napravo část Městské knihovny se sochou Karla IV., listopad 2020

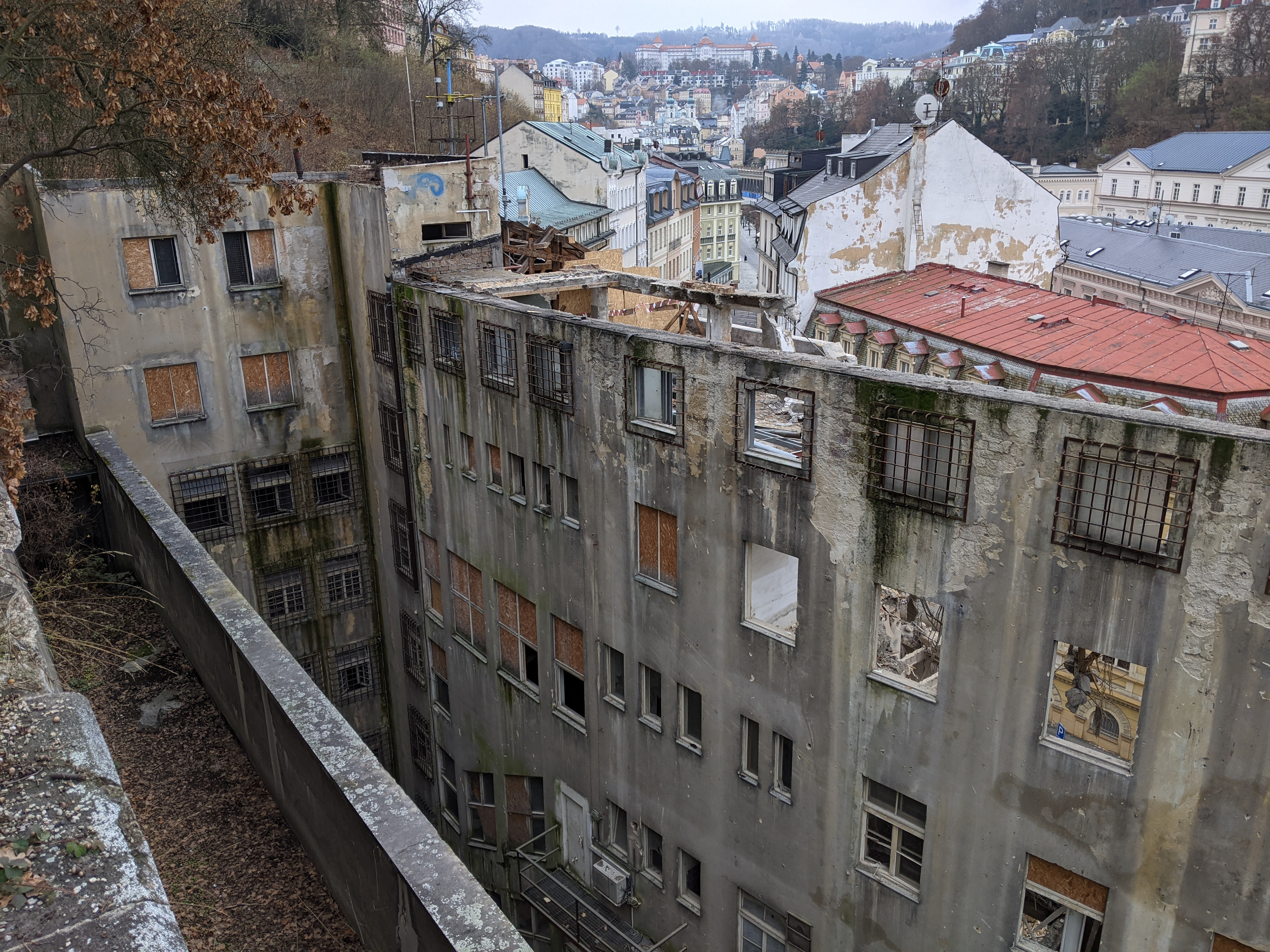
Bourání budovy, zadní trakt, listopad 2020

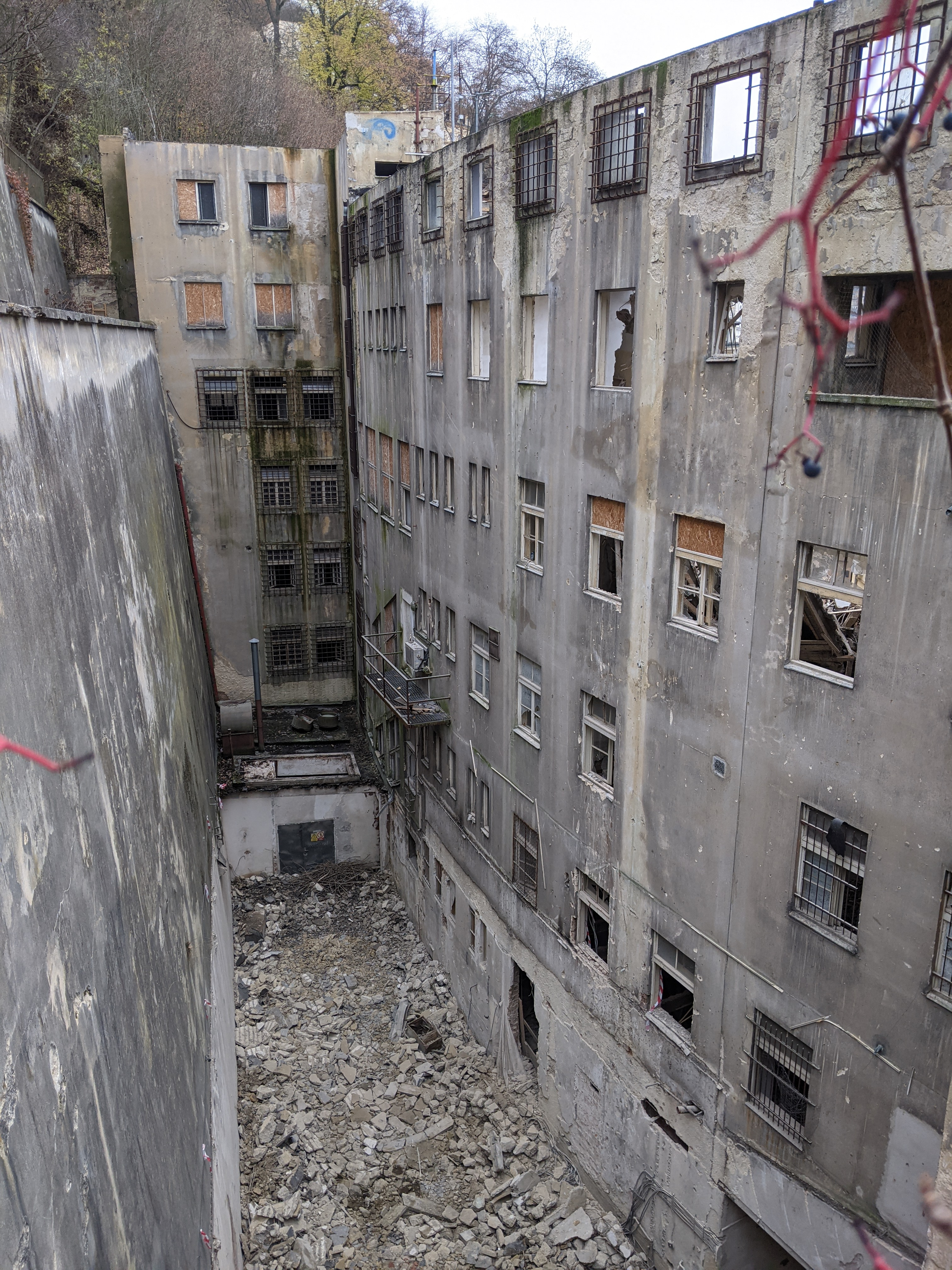
Bourání budovy, zadní trakt, listopad 2020

První plány na výstavbu domu vypracoval již v roce 1911 stavitel Ludwig Stainl, tehdy pro novostavbu muzea a úředního domu, k realizaci však nedošlo. Nový projekt pro totéž místo byl zamýšlen pro komisařství státní policie v Karlových Varech. Návrh budovy s oblým uličním průčelím zpracoval v květnu 1934 architekt Karl Riedel. Stavba probíhala v letech 1936–1938. Dne 1. března 1938 bylo policejní komisařství v nové budově zprovozněno. Jeho chod však trval pouze sedm měsíců.
Československé pohraničí bylo připojeno k Třetí říši a do nové policejní stanice se v říjnu roku 1938 nastěhovalo gestapo. Československý znak nad vchodem byl překryt znakem SS (tak se po mnoho let československý znak uchoval). Provozní místnosti a učebny pro mužstvo ve čtvrtém patře změnilo gestapo na nové cely. U jednoho z vchodů byla zřízena místnost, v níž nacisté ukládali těla těch, kteří nepřežili jejich vyšetřování. Byl zde výtah, kterým byli vězni vyváženi do vrchního patra k celám. Za domem údajně byly ve skále vytesány a zazděny krátké chodby a obrovský komplex jeskyní, soustava dlouhých chodeb a místností, které sahají až po bazén hotelu Thermal.
Po druhé světové válce se do objektu nastěhovaly československé bezpečnostní složky. Počátkem šedesátých let přešel celý komplex pod správu Sboru národní bezpečnosti a ředitelství StB sídlilo v horních patrech objektu až do roku 1989. V komplexu pracovalo přibližně 250 lidí. Své zázemí zde mělo obvodní oddělení Karlovy Vary–město, kriminalisté a vyšetřovatelé a některé útvary krajské policie. Bylo zde i zdravotní středisko a bufet.

### Po roce 2014
V roce 2014 byla budova zařazena do programu regenerace Městské památkové zóny Karlovy Vary pro období 2014–2024, do části Seznam navrhovaných objektů k zápisu do Ústředního seznamu nemovitých kulturních památek na území MPZ Karlovy Vary a jejich aktuální stav s poznámkou stav nevyhovující.
V roce 2015 se vlastníkovi domu Statutárnímu městu Karlovy Vary podařilo najít zájemce o koupi budovy. Podle článku iDnes byla úspěšným zájemcem společnost SLAVIA-EKA s. r. o., která nabídla 30,3 milionu korun.
V listopadu 2020 mluvčí radnice Jan Kopál uvedl: „Nový vlastník zjistil, a doložil stavebně-historickým průzkumem, stavebně-technickým průzkumem, znaleckými posudky v oboru stavebnictví a dalšími doklady, že budovu není možné bezpečně užívat. Památkáři v rozhodnutí o povolení demolice uvádějí, že v průběhu prací bude zajištěno doplnění stavebně-historického průzkumu budovy a dokumentace nových nálezových situací. Dosavadní průzkum byl veden jako nedestruktivní a neumožnil tak zjistit všechny potřebné informace. Památkáři také upozorňují majitele objektu, že záměr budoucího využití parcely musí být konzultován s orgány státní památkové péče, neboť se nachází v městské památkové rezervaci.“
Budova se zachovala v téměř nezměněné podobě až do svého konce. Ten nastal v listopadu 2020.
Podle informace ze dne 29. 1. 2021 dostupné v katastru nemovitosti ČÚZK je budova s číslem popisným 1381 na adrese I. P. Pavlova 26 a parcela číslo 2978 vedena jako objekt občanské vybavenosti v majetku společnosti IBE Karlsbad s. r. o.

## Popis
Dům ve stylu prvorepublikové moderny stál v centru města v ulici I. P. Pavlova 26, č. p. 1381, na území, které je od 10. září 1992 chráněnou městskou památkovou zónou.
Objekt byl vybudován jako skelet s betonovým nosným systémem. Byl postaven na obdélném půdorysu s konkávně vydutým průčelím. Měl pět nadzemních podlaží a částečně zapuštěný suterén. Uliční průčelí rozdělovaly dva hranolové arkýře. Postranní části byly dvouosé a střední čtrnáctiosá. Hlavní vstup byl umístěn ve střední ose do zapuštěné niky, pod arkýři byly dva boční vstupy. Parter a boční arkýře byly obloženy kamennými kvádry s pemrlovanými plochami. Omítky horních pater byly jemně strukturované. Podstřešní ustupující patro mělo zapuštěnou terasu. Sedlová střecha s nízkým sklonem byla pokryta falcovaným plechem. Okna byla obdélná s obloženými špaletami z kamenných, hladce opracovaných desek, výplně byly z větší části původní, dřevěné, dvoukřídlé, členěné na čtyři tabule. Ve střední ose byla ve druhém patře dvě francouzská okna se zábradlím s hladkými pilířky a kamennými deskami. Nad hlavním vstupem se dlouho dochoval původní předválečný znak Československé republiky. Vstupní dveře byly obdélné, dvoukřídlé, plechové s kruhovými otvory a rovnými madly. Lemování a rozčlenění ploch křídel bylo zdobeno dekorativním nýtováním. Boční vstupy byly situovány v průjezdu, obdélné s jednokřídlými novodobými dveřmi. Vstup na jihovýchodní straně měl špalety obloženy kamennými deskami a napravo byl vnitřní prostor osvětlen kruhovým okénkem. Vstup na severozápadní straně měl špalety z umělého kamene. Dvůr byl v přízemí zastřešen a prosvětlen sedlovými světlíky. Svah u zadní strany budovy byl zpevněn dvojitou tarasní betonovou zdí.
Pod střechou bylo více než deset cel s původními sklopnými kavalci, stolem a dvěma židlemi.